# كوياغة خضراء الصبغة
كوياغة خضراء الصبغة (الاسم العلمي: Koyaga viriditincta) هي نوع من الحشرات تتبع جنس الكوياغة من فصيلة الليليات.